# Штурхецький Сергій Володимирович
Сергі́й Володи́мирович Штурхе́цький (нар. 14 червня 1977, Млинів, Рівненська область) — український громадський діяч, журналіст, науковець. Голова Незалежної медіа-профспілки України (з 2019 року). Депутат Рівненської обласної ради (2010—2015), член Комісії з журналістської етики (2011—2016). Член Ради з питань свободи слова та захисту журналістів з 6 листопада 2019 року.

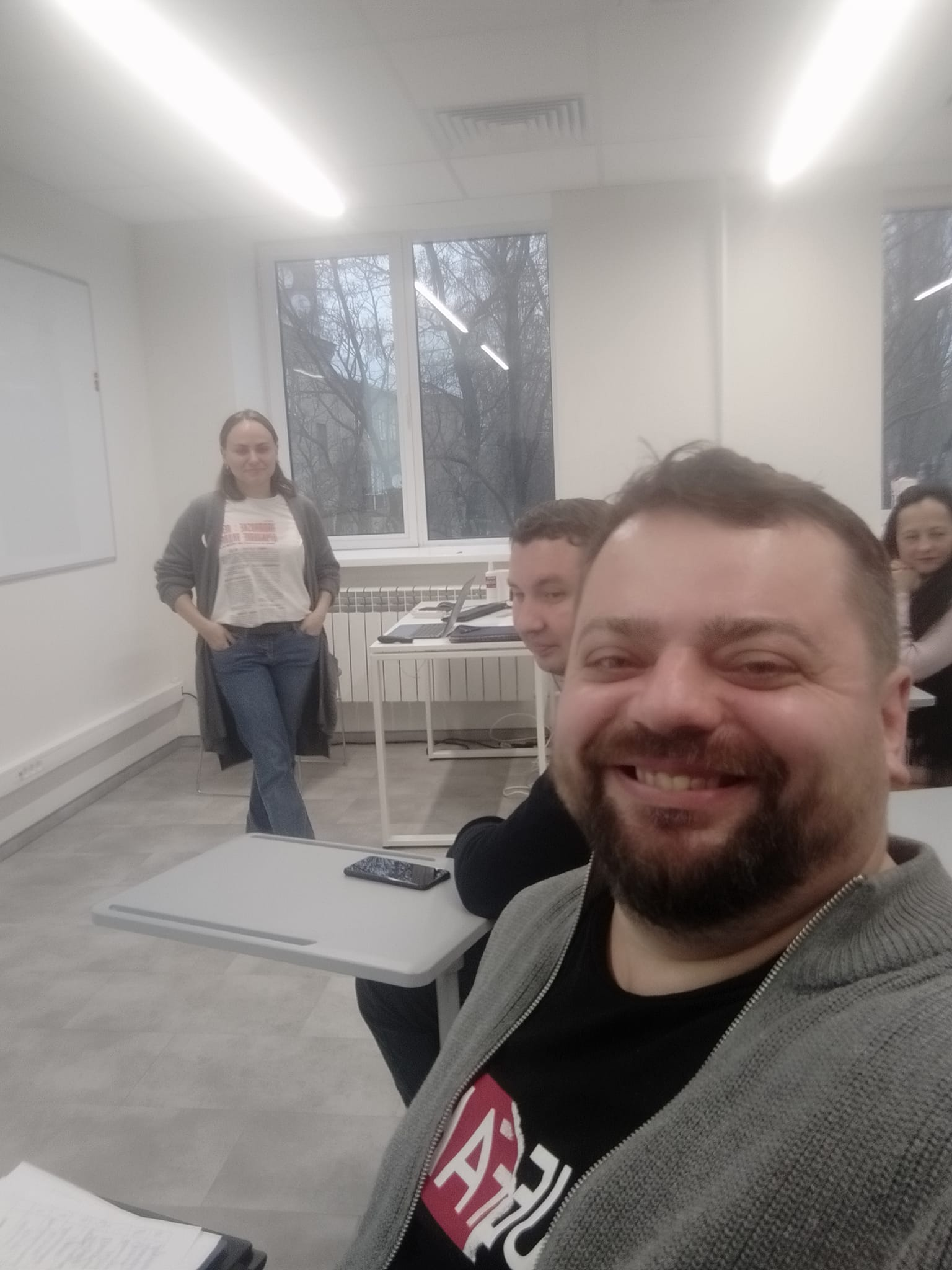
Під час стратегічної сесії НМПУ в приміщенні KSE (грудень 2021 року)

## Біографія
Народився 14 червня 1977 року в смт.Млинів Рівненської області.
Освіта вища — інженер-гідротехнік (1998), економіст (1999), магістр державної служби (2010), магістр журналістики (2015).

### Науково-педагогічна діяльність
Кандидат наук з державного управління (2011), спеціальність 25.00.04— місцеве самоврядування. Вчене звання - доцент (2020).  Тема дисертації: «Комунікативні стратегії місцевого самоврядування в Україні», автор понад 50 наукових та навчально-методичних праць, 1 монографії, співавтор підручника та сімох навчальних посібників,  редактор-упорядник книг «Політичні партії на Рівненщині» (2006), «Довідник безпеки журналіста» (2007). У т.ч. співавтор посібника "Практикум із журналістської етики" (2012, спільно з професором В.Ф.Івановим) і редактор посібника "Журналістська етика: Посібник для підготовки до державного іспиту" (2014). Автор посібника  "Медіаграмотність: практичний посібник для закладів вищої освіти з питань медіа-та інформаційної грамотності" (Медиаграмотность: практическое пособие для высшых учебных заведений. Разработано в рамках проекта IREX Europe в Казахстане, Кыргызстане, Таджикистане,Туркменистане и Узбекистане) (2018), 
Із 2004 року викладає авторські навчальні курси із журналістики в НУ «Острозька академія». Старший викладач кафедри документознавства та інформаційної діяльності Національного університету «Острозька академія» (із 2012). Із 2015 року, після закінчення докторантури в Академії муніципального управління (м.Київ), перейшов на посаду наукового співробітника Національного університету «Острозька академія». З вересня 2015 року працює на посаді доцента кафедри журналістики та PR -менеджменту цього ж університету. Із 2019 року - доцент Школи соціальної роботи НаУКМА (за сумісництвом).
У галузі публічного (державного) управління належить до наукової школи креативного державного управління професора  Валерія Бакуменка.

### Журналістська діяльність
Журналістську діяльність розпочав у 1990 році редактором молодіжної студії Млинівського районного радіо, програму у травні 1991 року було закрито райкомом КПУ. Під час навчання — редактор спецвипусків газети «Трибуна студента», студентського радіо, з 1999 року — редактор газети «Точка зору. Рівне», власкор порталу «Політична Україна» в Рівненській області, у 2002—2007 роках позаштатний кореспондент, кореспондент, заступник головного редактора газети «Рівне вечірнє», автор понад 500 публікацій в друкованих та інтернет-виданнях України. У 2007-2008 роках автор і ведучий радіопрограми «Відверто» (Радіо «Край», Рівненська ДТРК). Від 2009 року автор і ведучий телевізійної програми «Коментарі із Сергієм Штурхецьким» (ТРК «Сфера-ТВ»). У жовтні—грудні 2015 року брав участь як співведучий («критик-глядач») у програмі «Клуб реформ із Романом Чайкою» на 5 каналі.У 2020-2021 роках - читацький омбудсмен мережі  інтернет-сайтів "Район", креативний редактор інтернет-проєкту "Рівне.Район", у 2022 році - сценарист окремих випусків телепрограми "Анатомия фейка".

### Громадська діяльність
Голова Незалежної медіа-профспілки України (з березня 2019 року). Перший заступник Голови Незалежної медіа-профспілки України (з червня 2017 року).  Член Комітету Незалежної медіа-профспілки України (2003 - 2017), член НСЖУ (2003), тричі обирався членом Комісії з журналістської етики (у період з лютого 2011 року до грудня 2016 року). На час підготовки і проведення 6-го позачергового З’їзду НМПУ був виконувачем обов’язків голови НМПУ (з червня по серпень 2016 року). 16 вересня 2019 року Сергій Штурхецький увійшов до складу  Ради з питань свободи слова та захисту журналістів при Президентові України.

### Політична діяльність
Депутат Рівненської обласної ради (2010—2015), під час каденції — заступник голови постійної комісії з правових питань, гласності, депутатської діяльності, етики та Регламенту. Із грудня 2007  по січень 2012 року - помічник-консультант Народного депутата Тараса Стецьківа на постійній основі.